# 稲田植樹
稲田 植樹（いなだ たねき、宝暦2年（1752年） - 安永6年5月12日（1777年6月17日））は、徳島藩筆頭家老。淡路洲本城代稲田家10代当主。
通称は九郎兵衛。

## 生涯
宝暦2年（1752年）、蜂須賀家家老稲田植久の子として生まれる。安永2年（1773年）、兄植晟の死去により養嗣子として家督相続し、知行1万4300石を相続。淡路国の最高行政職である洲本仕置となる。藩主蜂須賀治昭に仕えた。安永6年（1777年）5月12日死去。享年26。家督は嫡男の敏植が相続した。